# Ion Cătuneanu
Ion I. Cătuneanu (n. 30 decembrie 1904, București - d. 4 iulie 1991) a fost o personalitate marcantă a ornitologiei românești. Începând din 1920, Ion Cătuneanu și-a consacrat întreaga activitate cercetărilor ornitologice, întocmind o documentată colecție oologică.

## Biografie
A absolvit Facultatea de Științe Naturale a Universității din București. A organizat și condus 31 de ani (1939-1970) Centrala Ornitologică Română (precursoarea actualei Societăți Ornitologice din România), înființată de A. M. Comșia în 1939, pe lângă Institutul de cercetări agronomice, reușind să stanțeze primele inele oficiale românești și să organizeze o rețea de 50 de colaboratori (biologi, muzeografi și ornitologi amatori entuziaști) cu care a inelat 34.413 păsări (din 211 specii) în vederea studierii deplasărilor locale și sezoniere ale acestora.
Începând din 1925, Ion Cătuneanu a întocmit o documentată și impresionantă colecție de cuiburi și ouă, unele ouă având o vechime de aproape 100 de ani, din care, 432 de ouă și 63 de cuiburi ale 107 specii și 36 familii, au fost preluate de Muzeului de Științe Naturale din Focșani în 1974. Restul colecției, format din 1.650 ouă și 203 cuiburi ale 101 specii clocitoare din România, a fost preluată în 2006 de Complexul Muzeal de Științele Naturii “Răsvan Angheluță” Galați.
Este autorul a peste 145 de articole și comunicări de sistematică și faunistică, biologie, ecologie, etologie, migrație, zoogeografie și protecția păsărilor, cinegetică. În colaborare cu S. Pașcovschi și M. Tălpeanu a întocmit în 1971 o bibliografie cuprinzând 3.465 titluri de publicații privind păsările din România. A fost coordonatorul și unul din autorii primului volum despre păsări al Faunei Republicii Socialiste România.
A descoperit și înscris ca noi pentru avifauna României speciile : Dendrocopos syriacus (1933), Apus melba (cu M. Tălpeanu, 1965), genul Uria (1972), genul și specia Cercotrichas galactotes (1974).